# Union des Sociétés Françaises de Sports Athlétiques

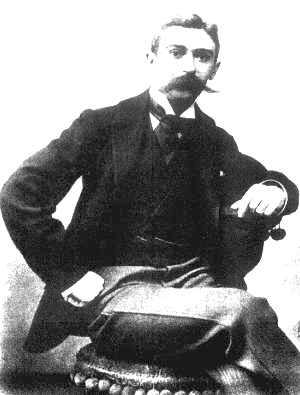
Pierre de Coubertin, oprichter van de moderne Olympische Spelen, hielp ook met de oprichting van de USFSA. Hij was voorzitter en secretaris-generaal.

De Union des Sociétés Françaises de Sports Athlétiques (afgekort USFSA) was een Franse sportfederatie. In de jaren 1890 en begin jaren 1900 organiseerde de bond verschillende sportmanifestaties van atletiek, wielrennen, hockey, schermen, croquet tot zwemmen. De USFSA is echter het best bekend als een van de eerste en voornaamste bonden in Frankrijk van het voetbal en het rugby, totdat het vervangen werd door de Franse voetbalbond en de Franse rugbybond. De USFSA verwierp elke vorm van professionalisme en was sterke aanhanger van de amateursport.
De bond droeg niet alleen bij aan de groei van de sport in Frankrijk maar ook aan de ontwikkeling van de internationale sport. Een van de stichtende leden was Pierre de Coubertin, oprichter van de moderne Olympische Spelen. In 1900 was de USFSA samen met de Union Vélocipédique de France een van de twee federaties die Frankrijk vertegenwoordigde op de inhuldiging van de Internationale Wielerunie. In 1904 was Robert Guérin, secretaris van het USFSA voetbalcomité, een van de drijfveren achter de oprichting van de FIFA. Hij was ook de eerste voorzitter van de bond.

## Geschiedenis
Op 29 december 1887 stichtten Georges de Saint-Clair, secretaris-generaal van Racing Club de France en afgevaardigden van Stade Français de Union des Sociétés Françaises de Course a Pied. Op 1 juni 1888 werd het Comité pour la Propagation des Exercises Physiques opgericht door Pierre de Coubertin, hierbij kreeg hij hulp van Jules Simon en Henri Didon. De USFSA werd officieel opgericht in november 1890 toen deze twee groepen fusioneerden. Aanvankelijk was de USFSA enkel aanwezig in Parijs, maar al snel werden er ook sportclubs uit heel Frankrijk lid.

### Voetbal
In 1894 organiseerde de USFSA het eerste erkende Franse voetbalkampioenschap. Er namen slechts zes teams deel, allemaal uit de buurt van Parijs. Het kampioenschap werd in bekervorm gespeeld en Standard Athletic Club won na een replay met 2-0 van de White-Rovers. Twee jaar later namen er al negen clubs deel en vanaf 1899 nam de kampioen van Parijs het op tegen andere regionale kampioenen. In 1899 werd Le Havre AC de eerste club van buiten Parijs die kampioen werd.
In 1900 vertegenwoordigde USFSA XI Frankrijk op de Olympische Spelen in Parijs. Op 1 mei 1904 stelde de USFSA ook het eerste officiële Frans voetbalelftal samen dat 3-3 gelijk speelde tegen België in Brussel. Datzelfde jaar was Robert Guérin, secretaris van het voetbalcomité ook een van de drijfveren achter de oprichting van de FIFA.
De USFSA had echter geen monopolie over het voetbal in Frankrijk. Tussen 1896 en 1907 organiseerde de Fédération des Sociétés Athlétiques Professionnelles de France (FSAPF) ook kampioenschappen. Zoals de naam al doet vermoeden waren zij aanhangers van het professionalisme. In 1905 begon de Fédération des Sociétés Athlétiques Professionnelles de France (FGSPF), geleid door Charles Simon en Henri Delaunay en gesteund door de Katholieke Kerk ook met het organiseren van kampioenschappen. In 1906 volgde ook de Fédération Cycliste et Amateur de France (FCAF), de voorloper van de Franse wielerbond.
In 1907 fusioneerden de FGSPF en FCAF samen met enkele regionale organisaties tot het Comité Français Interfédéral (CFI). De CFI organiseerde de Trophée de France, een equivalent van het kampioenschap van de USFSA, de Coupe National.
Nog in 1907 kreeg de USFSA een discussie met de FIFA toen deze de English Amateur Football Association geen lid wilde maken. De FIFA liet slechts één bond per land toe en bleef trouw aan de English Football Association, waarop de USFSA de FIFA verliet. De CFI werd nu de vertegenwoordiger van Frankrijk, waardoor de USFSA het recht verloor om het nationale team samen te stellen.
In 1913 was de USFSA lid geworden van de CFI en in 1919 werd deze na een reorganisatie omgevormd tot de Franse voetbalbond (FFF). In 1919 organiseerde de USFSA ook voor de laatste keer een kampioenschap.

#### Kampioenen
1894 ·
1895 ·
1896 ·
1897 ·
1898 ·
1899 ·
1900 ·
1901 ·
1902 ·
1903 ·
1904 ·
1905 ·
1906 ·
1907 ·
1908 ·
1909 ·
1910 ·
1911 ·
1912 ·
1913 ·
1914 · 
1915 · 1916 · 1917 · 1918 · 
1919